# Jean-Paul Cousin
Jean-Paul Cousin (né le 28 juin 1942 à Marmande) est un graphiste français. Il est spécialisé dans l'image au service de la vente : publicité, marque commerciale, conditionnement des produits. Il est également connu pour avoir dessiné des timbres-poste français.
Après des études à l'École nationale supérieure des métiers d'arts à Paris, il travaille pour une agence publicitaire. Il devient un indépendant en 1983.
En 1987 est émis son premier timbre pour le centenaire de l'Institut Pasteur. Le timbre est signé du directeur de création de l'agence Publicis, Yvette Michau, car le dessin a été conçu par Cousin comme l'image de promotion de ce centenaire. 
Il connaît une notoriété européenne en mai 2000 avec l'émission du timbre Europa dans les pays européens dont les opérateurs publics sont membres de PostEurop. Sur ce timbre commun, Cousin a dessiné une scène, qu'il a décrite dans un entretien : « d'une terre riche, saine (vert) et sur un fond de ciel bleu (sérénité) couleur du drapeau européen, monte une colonne d'étoiles [toutes différentes] (...). Sur une ombre dessinant le E d'Europe, viennent des quatre points cardinaux des enfants symbolisant l'avenir (...), apportant les étoiles futures. »

## Œuvres

### Timbres de France
- « Centenaire de l'Institut Pasteur », dessin, 1987.
- « Conférence des plénipotentiaires de l'Union internationale des télécommunications - Nice 89 », dessin, 1989.
- « Tunnel sous la Manche », dessin, 1994
- « École nationale d'administration »
- « François Mitterrand », mise en page d'une photographie, 1997
- « Saint-Pierre - Patrimoine martiniquais », dessin
- « La Constitution »
- « L'euro »
- Série « Philatélie de la jeunesse : les voiliers », bloc de dix timbres, mise en page, 1999. Ce bloc a été émis à l'occasion de l'Armada du siècle, manifestation nautique à Rouen.
- « Europa 2000 », émission conjointe Europa, dessin, émis le 9 mai 2000 en France. Le dessin de Cousin a été repris à l'identique dans tous les pays membres de PostEurop.
- « Banque de France 1800-2000  » conception d'après une photographie, émis le 15 janvier 2000
- « Corps préfectoral - An VIII-2000 », émis le 17 février 2000.
- « Villefranche-sur-Mer - Alpes-Maritimes », mise en page d'un dessin de Thierry Mordant, 2005.
- « Le Haras national du Pin », mise en page d'un dessin de François Bruère, 18 juillet 2005.
- « Émission commune France-Cité du Vatican : L'Annonciation de Raphaël », mise en page pour une gravure par Jacky Larrivière, 14 novembre 2005.